# Nala Sopara
Nala Sopara is een nagar panchayat (plaats) in het district Palghar van de Indiase staat Maharashtra. 

## Demografie
Volgens de Indiase volkstelling van 2001 wonen er 184.664 mensen in Nala Sopara, waarvan 54% mannelijk en 46% vrouwelijk is. De plaats heeft een alfabetiseringsgraad van 79%. 